# Jozef Kollár (malíř)
Jozef Kollár (8. března 1899 Banská Štiavnica – 21. října 1982 tamtéž) byl slovenský malíř, narodil se i zemřel v Banské Štiavnici (Středoslovenský kraj). Představitel meziválečné moderny, krajinářů, kteří vycházeli z uměleckého smyslového zážitku. Během života byl oceněn tituly Zasloužilý umělec (1957) a Národní umělec (1972, Československo).

## Život
Narodil se 8. března v Banské Štiavnici do prosté rodiny horníka. Po smrti otce mu jeho kmotr umožnil vystudovat gymnázium. Poté jej už zájem o malbu přivedl do ateliéru malíře Elemíra Halász-Hradila v Košicích. Díky němu absolvoval cesty po výstavách světových malířů, studium v letní umělecké škole v Nagybányi a dostal se i na Akademii výtvarných umění v Mnichově (profesor Knier), odkud ale musel kvůli nepokojům po roce odejít. Následně zkoušel pokračovat ve studiu v Budapešti. Byl přijat a úspěšně absolvoval studium u profesora Júliuse Rudnaye. Po několika letech se vrátil do rodné Banské Štiavnice, ale v té době byl zcela bez prostředků. Vypomáhal tedy v městském muzeu a své obrazy chodil malovat do okolní kopcovité krajiny. Maloval však také portréty horníků a starých lidí. Cílevědomě pracoval na své první výstavě, kterou se mu povedlo uskutečnit v Košicích (1931). Byla velmi úspěšná a přinesla mu možnost strávit 8 měsíců stipendijního pobytu v Itálii, Německu a Rakousku. Po návratu se plný energie vrhl do práce uměleckých spolků a stal se stoupencem Alexyho myšlenky zřídit v Piešťanech tzv. uměleckou kolonii, kam se na nějakou dobu i přestěhoval (1935-1936). Po ukončení této iniciativy se vrátil zpět do rodičovského domu nad Banskou Štiavnicí. Zde pak žil a tvořil až do vysokého věku. Pochován je v Banské Štiavnici. V tomto jeho rodném městě byla zřízena také Galéria Jozefa Kollára, která je jedním z oddělení Slovenského banského muzea.

## Umělecká tvorba
V první fázi samostatné tvorby Kollára byl patrný vliv Rudnayovské školy. Maloval poněkud tmavě, robustně. Po návratu z Itálie těžké tahy štětcem opustil a začal používat živější barevnost. Po piešťanském období pak přišel na chuť monumentální syntéze. Maloval portréty, zátiší, krajinu, rodné město a jeho paleta hýřila barevností, především podzimní. Během života uspořádal několik samostatných výstav a účastnil se i mnoha kolektivních. Tvořil až do své smrti a vytvořil kolem 3000 olejů a 2000 kreseb a studií.

## Výstavy
V Bratislavě v letech 1956 - Jozef Kollár: Výstava súborného diela a 1979 - Jozef Kollár: Výběr z díla
a v rodné Banské Bystrici 1973 - Jozef Kollár: Súborné dielo, 1978 - Jozef Kollár: Výber z tvorby.
Společné výstavy v Čechách a na Slovensku
- 1949 - Československý lid a jeho kraj v životě, práci a zápasu,
- 1955 - Deset let československé lidově demokratické republiky ve výtvarném umění: Malířství,
- 1960 - Současné slovenské umění,
- 1945 - 1960, 1978 - Umění vítězného lidu. Přehlídka současného československého výtvarného umění k 30. výročí Vítězného února,
- 2007 - Tatry v umění,
- 2012 - Zbierka Bohumila Hanzela 1990 - 2012. [6]